# 维斯凯
维斯凯（義大利語：Vische），是意大利都灵省的一个市镇。总面积16平方公里，人口1357人，人口密度84.8人/平方公里（2009年）。ISTAT代码为001311。